# Margherita Roberti
Margherita Roberti, nome d'arte di Margaret Jean Roberts (Contea di Wayne, 1925 – 23 gennaio 2021), è stata un soprano statunitense.

## Biografia
Debuttò alla "Saint Louis Opera" nel 1951 iniziando poi una regolare attività radiofonica a Chicago. Nel 1956 decise di completare gli studi in Italia, dove seguì, tra le altre, le lezioni di Iris Adami Corradetti e dove esordì l'anno seguente a Torino come Leonora ne La forza del destino, adottando il nome d'arte italianizzato.
Si affermò rapidamente come soprano drammatico d'agilità apparendo in importanti teatri europei: nel 1958 debuttò in Nabucco alla Scala, dove fu presente nelle successive quattro stagioni, al Covent Garden in Tosca e all'Arena di Verona. Nello stesso anno fece ritorno in America, esordendo alla Lyric Opera di Chicago in Simon Boccanegra, a New Orleans, San Francisco, Buenos Aires, Città del Messico. Nel 1962 debuttò al Metropolitan Opera in Tosca, che eseguì anche a Philadelphia, entrambe accanto a Franco Corelli. Negli stessi teatri cantò anche Aida.
Continuò successivamente la carriera in Europa, dove apparve ai festival di Edimburgo (Luisa Miller) e Glyndebourne (Macbeth), alla Staatsoper di Vienna e nei principali teatri italiani.
Nel 1970 venne insignita del titolo di Cavaliere al merito della Repubblica Italiana per i meriti artistici. Dette il concerto d'addio nel 1988.

## Repertorio
| Ruolo                   | Titolo                             | Autore    |
| ----------------------- | ---------------------------------- | --------- |
| Margherita              | Mefistofele                        | Boito     |
| Titania                 | Sogno di una notte di mezza estate | Britten   |
| Duchessa di Parma       | Dottor Faust                       | Busoni    |
| Gloria                  | Gloria                             | Cilea     |
| Elena                   | Marin Faliero                      | Donizetti |
| Floria Tosca            | Tosca                              | Puccini   |
| Anaide                  | Mosè e Faraone                     | Rossini   |
| Abigaille               | Nabucco                            | Verdi     |
| Elvira                  | Ernani                             | Verdi     |
| Odabella                | Attila                             | Verdi     |
| Lady Macbeth            | Macbeth                            | Verdi     |
| Amalia                  | I masnadieri                       | Verdi     |
| Luisa Miller            | Luisa Miller                       | Verdi     |
| Leonora                 | Il trovatore                       | Verdi     |
| Duchessa Elena          | I vespri siciliani                 | Verdi     |
| Amelia Grimaldi         | Simon Boccanegra                   | Verdi     |
| Amelia                  | Un ballo in maschera               | Verdi     |
| Donna Leonora di Vargas | La forza del destino               | Verdi     |
| Elisabetta di Valois    | Don Carlo                          | Verdi     |
| Aida                    | Aida                               | Verdi     |
| Desdemona               | Otello                             | Verdi     |

## Discografia
- Nabucco, con Ettore Bastianini, Paolo Washington, Gastone Limarilli, Miriam Pirazzini, dir. Bruno Bartoletti - dal vivo Firenze 1959 ed. CLS/Lyric Distribution
- I vespri siciliani, con Pier Miranda Ferraro, Aldo Protti, Plinio Clabassi, dir. Antonino Votto - dal vivo Trieste 1959 ed. Bongiovanni
- Un ballo in maschera, con Giuseppe Di Stefano, Manuel Ausensi, Oralia Domínguez, dir. Renato Cellini - dal vivo Mexico City 1960 ed. GDS/Premiere Opera
- Ernani, con Mario Del Monaco, Ettore Bastianini, Nicola Rossi-Lemeni, dir. Fernando Previtali - Napoli 1960 ed. Melodram
- Don Carlo, con Richard Tucker, Boris Christoff, Tito Gobbi, Giulietta Simionato, dir. Antonino Votto - dal vivo Chicago 1960 ed. GOP/Living Stage
- Don Carlo, con Luigi Ottolini, Boris Christoff, Ettore Bastianini, Anna Maria Rota, dir. Mario Rossi - dal vivo RAI-Torino 1961 ed. Melodya/Lyric Distribution
- Attila, con Boris Christoff, Giangiacomo Guelfi, Gastone Limarilli, dir. Bruno Bartoletti - dal vivo Firenze 1962 ed. Myto/Opera D'Oro
- I masnadieri, con Gastone Limarilli, Mario Zanasi, Bonaldo Giaiotti, dir. Gianandrea Gavazzeni - dal vivo Firenze 1963 ed. Lyric Distribution
- Ernani, con Gastone Limarilli, Cornell MacNeil, Nicola Rossi-Lemeni, dir. Francesco Molinari Pradelli - dal vivo Parma 1963 ed. Lyric Distribution
- Ernani, con Flaviano Labò, Cornell MacNeil, Jerome Hines, dir. Fernando Previtali - dal vivo Buenos Aires 1964 ed. Premiere Opera
- Gloria, con Flaviano Labò, Ferruccio Mazzoli, Anna Maria Rota, dir. Fernando Previtali - dal vivo RAI-Torino 1969 ed. Bongiovanni